# Russell Watson
Russell Watson (ur. 24 listopada 1966 w Salford) – brytyjski tenor wykonujący muzykę operową i popularną. Światową sławę uzyskał po występie z Montserrat Caballé podczas finału Ligi Mistrzów w 1999 roku. 
W 2006 roku zdiagnozowano u niego guza mózgu. Watson jest rozwodnikiem, ma dwie córki. 

## Dyskografia

### Albumy studyjne
- The Voice (2001)
- Encore (2002)
- Reprise (2003)
- Amore Musica (2005)
- The Ultimate Collection (2006)
- That's Life (2007)
- Outside In (2007)
- People Get Ready (2008)
- La Voce (2010)
- Anthems – Music To Inspire A Nation (2012)
- Only One Man (2013)
- True Stories (2016)
- In Harmony (2018)
- Back in Harmony (2019)
- Christmas with Aled and Russell (2022)

### Single
- „Swing Low '99” (1999) (oficjalny hymn brytyjskiej reprezentacji w Rugby na Mistrzostwa Świata 1999)
- „Barcelona (Friends Until the End)” (2000)
- „Someone Like You” (2002)
- „Nothing Sacred – A Song For Kirsty” (2002) (zyski przeznaczone na hospicjum)
- „Can't Help Falling in Love” (2006)